# Portocolom
Portocolom este o arie protejată (sit de importanță comunitară — SCI) din Spania întinsă pe o suprafață de 75,95 ha, integral marine.

## Localizare
Centrul sitului Portocolom este situat la coordonatele 39°25′20″N 3°15′59″E / 39.4221°N 3.2665°E.

## Înființare
Situl Portocolom a fost declarat sit de importanță comunitară în aprilie 2004 pentru a proteja un număr necunoscut de specii din flora spontană și fauna sălbatică aflate în arealul zonei.

## Biodiversitate
Situată în ecoregiunile marină mediteraneană și mediteraneană, aria protejată conține 2 habitate naturale: Golfuri mici largi și golfuri puțin adânci, Straturi cu Posidonia (Posidonion oceanicae).
La baza desemnării sitului se află un număr nedeclarat de specii protejate.